# Benningholme
Benningholme – osada w Anglii, w hrabstwie East Riding of Yorkshire. Leży 11 km na północ od miasta Hull i 259 km na północ od Londynu.